# Lilijka Zawiszacka
Lilijka Zawiszacka – odznaka organizacyjna Stowarzyszenia Harcerstwa Katolickiego "Zawisza". 
Ma ona formę lilijki skautowej z tarczą herbową, na której przedstawiono wizerunek Krzyża Pańskiego wkomponowanego w literę "V". Lilijka oznacza jedność z ruchem skautowym, Krzyż oznacza Chrystusa - Zbawiciela świata. Dla ludzi ten znak stał się nadzieją na zwycięstwo nad złem i śmiercią. Zwycięstwo to symbolizuje litera "V" (od łac. "vincere - zwyciężać"). Chrystus mówił o sobie, że jest Prawdą (łac. "Veritas"). Symbol Krzyża wpisanego w "V" należy odczytywać VERITAS VINCIT - Prawda zwycięży.  Lilijka Zawiszacka noszona była zamiast Krzyża Harcerskiego, otrzymywało się ją po złożeniu Przyrzeczenia Harcerskiego, każdy egzemplarz jest numerowany. Po wstąpieniu "Zawiszy" w struktury Federacji Skautingu Europejskiego, stowarzyszenie przejęło obrzędowość Skautów Europy, zmieniła się też rola odznaki. Dziś jest oznaką stopnia Harcerza RzeczypospolitejHarcerki Rzeczypospolitej..

## Historia
Choć jest stosunkowo młodą odznaką, jej historia jest bardzo interesująca. Początkowo harcerze działającego nieformalnie Szczepu "Zawisza" nosili mundury identyczne z ówczesnym ZHP i używali Krzyża Harcerskiego. Podczas letniego obozu nad Wierną Rzeką w sierpniu 1982 wychodząca z kościoła drużyna napotkała wizytatorów Kieleckiej Chorągwi ZHP, 2 dni później obóz nawiedził kurator wojewódzki w asyście milicji celem jego rozwiązania. Od tej pory "Zawisza" ustanowiła element wyróżniający - Krzyż Harcerski noszono na skórzanym pasku na kieszeni munduru. W 1985 zrezygnowano całkowicie z jego używania, na krótko wprowadzono lilijkę z wizerunkiem Ojca Świętego oraz zmieniono kolor mundurów na brązowy. Niedługo później wprowadzono Lilijkę Zawiszacką z sybolem Veritas Vincit.

## Lilijka Skautów Europy
Od czasu wstąpienia do FSE SHK "Zawisza" nie używa lilijki harcerskiej z literami ONC, w użyciu jest lilijka Skautów Europy wpisana w krzyż ośmioramienny.